# Сосульников, Владимир Пантелеймонович
Владимир Пантелеймонович Сосульников (05.10.1921 — 22.10.2008) — конструктор радиолокационных станций дальнего обнаружения противоракетной обороны и систем контроля космического пространства, лауреат Ленинской премии.

## Биография
Родился в Москве 5 октября 1921 года.
Участник Великой Отечественной войны (94-й Отдельный полк связи 49-й армии, командир взвода).
В 1944 году окончил Киевское военное училище связи, после чего служил в Научно-испытательном институте связи Красной Армии имени К. Е. Ворошилова.
Затем учился в Ленинградской военной Краснознаменной Академии связи имени С. М. Будённого и работал в НИИС КА имени К. Е. Ворошилова.
С 1950 года — в НИИ-108 Комитета № 3 при Совете Министров СССР (ВНИИ радиолокации, сейчас — Государственный центральный научно-исследовательский радиотехнический институт).
С 1952 г. работал на заводе № 37 Министерства промышленности средств связи СССР (с 1960 — НИИ № 37, с 1966 года — Научно-исследовательский радиотехнический институт (НИРТИ), с 1970 года в составе Центрального Научно-производственногго объединения «Вымпел», с 1 февраля 1972 года — НИИ дальней радиосвязи Министерства радиопромышленности СССР).
Младший, старший научный сотрудник, начальник лаборатории, начальник научно-исследовательского отдела, с 1958 года заместитель директора по научной работе.
Последняя должность — главный научный сотрудник ОАО "НПК «НИИДАР» (Научно-производственный комплекс «Научно-исследовательский институт дальней радиосвязи»).
Принимал участие в разработке и строительстве первого локатора системы противоракетной обороны — макетного радиолокационного комплекса непрерывного излучения «Дунай-1» (1954—1956) и полигонного образца станции обнаружения и целеуказания «Дунай-2» (1956—1958).
В начале 1960-х годов руководил работами по созданию РЛС «Дунай-3», с 1974 г. — по созданию Радиооптического комплекса распознавания космических объектов «Крона».
С 1966 года — главный конструктор радиолокационных станций дальнего обнаружения противоракетной обороны и систем контроля космического пространства.
Также являлся руководителем работ по «закрытым» темам «Интерферометр» и 13Ж6Э.
Доктор технических наук (1973). Полковник.
Награды:
- медаль «За оборону Москвы» (01.05.1944).
- медаль «За Победу над Германией в Великой Отечественной войне 1941—1945 годов» (1945),
- орден Красной Звезды.
- орден «Знак Почёта».
- Ленинская премия (15.07.1965, в составе коллектива).
- орден Ленина (1971).
- орден Отечественной войны II степени (06.04.1985).

Умер 22 октября 2008 года. Похоронен в Москве на Даниловском кладбище (уч. 39).